# Campo Bonito
Campo Bonito ist ein brasilianisches Munizip im Westen des Bundesstaats Paraná. Es hat 4.027 Einwohner (2022), die sich Campo-Bonitenser nennen. Seine Fläche beträgt 434 km². Es liegt 676 Meter über dem Meeresspiegel.

## Etymologie
Campo Bonito bedeutet auf Deutsch Schöne Landschaft.

## Geschichte

### Besiedlung
Das Gebiet von Campo Bonito erlebte nach dem Bau der Straße, die die Militärkolonie Marechal Mallet mit der Militärkolonie Foz do Iguaçu verband, größere Durchzugsbewegungen, als die gesamte Region noch weites, unbesiedeltes Hinterland war.
In den Jahren 1923 bis 1925 war die Gegend Schauplatz von Kämpfen der Coluna Prestes im Rahmen der Leutnantsaufstände. In dieser Zeit erreichten 1924 die ersten Pioniersoldaten Campo Bonito, als sie auf dem Durchzug von Rio Grande do Sul nach Foz do Iguaçu waren.
Erst in den 1950er Jahren entwickelte sich die Region im Zuge der Kolonisierung. Es wanderten Menschen aus Rio Grande do Sul, Santa Catarina und anderen Gegenden Paranás zu, um Kaffee anzubauen.

### Erhebung zum Munizip
Campo Bonito wurde durch das Staatsgesetz Nr. 8403 vom 31. Oktober 1986 aus Guaraniaçu ausgegliedert und in den Rang eines Munizips erhoben. Es wurde am 1. Januar 1989 als Munizip installiert.

## Geografie

### Fläche und Lage
Campo Bonito liegt auf dem Terceiro Planalto Paranaense (der Dritten oder Guarapuava-Hochebene von Paraná). Seine Fläche beträgt 434 km². Es liegt auf einer Höhe von 676 Metern.

### Vegetation
Das Biom von Campo Bonito ist Mata Atlântica.

### Klima
Das Klima ist gemäßigt warm. Es werden hohe Niederschlagsmengen verzeichnet (2.050 mm pro Jahr). Im Jahresdurchschnitt liegt die Temperatur bei 19,6 °C. Die Klimaklassifikation nach Köppen und Geiger lautet Cfa.

### Gewässer
Campo Bonito liegt im Einzugsgebiet des Rio Piquiri. Zwei seiner linken Nebenflüsse begrenzen das Munizip: der Rio Bandeira im Osten und der Rio Tourinho im Westen.

### Straßen
Campo Bonito liegt an der BR-277 zwischen Cascavel im Westen und Guarapuava im Osten. Über die PR-474 kommt man im Norden nach Braganey.

### Nachbarmunizipien
| Braganey | Campina da Lagoa                            |            |
| Cascavel | Kompassrose, die auf Nachbargemeinden zeigt |            |
|          | Ibema                                       | Guaraniaçu |

## Stadtverwaltung
Bürgermeister: Mario Weber, MDB (2021–2024)
Vizebürgermeister: Vilson Giacomini Júnior, MDB (2021–2024)

## Demografie

### Bevölkerungsentwicklung
| Jahr | Einwohner | Stadt | Land |
| ---- | --------- | ----- | ---- |
| 1991 | 5.059     | 29 %  | 71 % |
| 2000 | 5.128     | 44 %  | 56 % |
| 2010 | 4.407     | 59 %  | 41 % |
| 2022 | 4.027     |       |      |

Quelle: IBGE, bis 2010: Volkszählungen und Volkszählung 2022

### Ethnische Zusammensetzung
| Gruppe * | 1991    | 2000    | 2010    | wer sich als …                                                                   |
| --- | ------- | ------- | ------- | -------------------------------------------------------------------------------- |
| Weiße | 63,9 %  | 87,5 %  | 62,9 %  | weiß bezeichnet                                                                  |
| Schwarze | 1,3 %   | 1,6 %   | 2,5 %   | schwarz bezeichnet                                                               |
| Gelbe | 0,0 %   | 0,0 %   | 0,1 %   | von fernöstlicher Herkunft wie japanisch, chinesisch, koreanisch etc. bezeichnet |
| Braune | 34,6 %  | 10,1 %  | 34,5 %  | braun oder als Mischung aus mehreren Gruppen bezeichnet                          |
| Indigene | 0,2 %   | 0,2 %   | 0,0 %   | Ureinwohner oder Indio bezeichnet                                                |
| ohne Angabe | 0,1 %   | 0,6 %   | 0,0 %   |                                                                                  |
| Gesamt | 100,0 % | 100,0 % | 100,0 % |                                                                                  |
| *) Anmerkung: Das IBGE verwendet für Volkszählungen ausschließlich diese fünf Gruppen. Es verzichtet bewusst auf Erläuterungen. Die Zugehörigkeit wird vom Einwohner selbst festgelegt. |         |         |         |                                                                                  |

Quelle: IBGE (Stand: 1991, 2000 und 2010)

## Wirtschaft

### Kennzahlen
Mit einem Bruttoinlandsprodukt pro Einwohner von 34.941,05 R$ (rund 7.800 €) lag Campo Bonito 2019 an 126. Stelle der 399 Munizipien Paranás.
Sein mittelhoher Index der menschlichen Entwicklung von 0,681 (2010) setzte es auf den 295. Platz der paranaischen Munizipien.